# Шкурко, Тамара Ивановна
Тама́ра Ива́новна Шкурко́ (1928 год, деревня Бурки — 12 октября 2015 год) — звеньевая колхоза «Красная нива» Брагинского района Полесской области, Белорусская ССР. Герой Социалистического Труда (1948). Депутат Верховного Совета Белорусской ССР 3-го созыва, кандидат сельскохозяйственных наук.

## Биография
Родилась в 1928 году в крестьянской семье в деревне Бурки (сегодня — Брагинский район Гомельской области). До 1941 года окончила шесть классов семилетней школы в родной деревне. После освобождения Белоруссии от немецко-фашистских захватчиков трудилась разнорабочей в местном колхозе. С 1944 года — звеньевая комсомольско-молодёжного полеводческого звена. В 1945 году звеном было собрано около 15 центнеров ржи с гектара.
В 1947 году звено Тамары Шкурко получило в среднем по 30,3 центнеров ржи на участке площадью 8 гектаров. Указом Президиума Верховного Совета СССР от 10 марта 1948 года за получение высоких урожаев ржи в 1947 году удостоена звания Героя Социалистического Труда с вручением ордена Ленина и золотой медали «Серп и Молот».
Обучалась в сельскохозяйственном техникуме в городе Марьина Горка. В 1957 году окончила Белорусскую сельскохозяйственную академию. С 1957 года — младший, старший (с 1963 года) научный сотрудник Белорусского НИИ картофелеводства и плодоовощеводства. В 1971 году защитила диссертацию на соискание научной степени кандидата сельскохозяйственных наук. Занималась селекцией плодово-ягодных культур. Участвовала в Белорусской ВДНХ, где получила Почётную грамоту Министерства сельского хозяйства БССР.
Избиралась депутатом Верховного Совета Белорусской ССР 3-го созыва (1951—1955).
После выхода на пенсию проживала в частном секторе микрорайона Лошица города Минска, где скончалась в 2015 году.